# Médiathèque Hector-Berlioz
La Médiathèque Hector-Berlioz est une médiathèque et bibliothèque musicale, partie intégrante du Conservatoire national supérieur de musique et de danse de Paris, située au 209, avenue Jean-Jaurès, à Paris (19e arrondissement).

## Historique
La Bibliothèque du Conservatoire de Paris est née en même temps que l'établissement, le 3 août 1795. L'article X de la loi du 16 thermidor an III « portant établissement d'un Conservatoire de musique à Paris pour l'enseignement de cet art » stipule en effet : « Une bibliothèque nationale de musique est formée dans le Conservatoire ».
Constituée initialement des confiscations révolutionnaires et des prélèvements effectués à l’étranger au cours des campagnes napoléoniennes, elle s'enrichit tout au long du XIXe siècle de copies de manuscrits et d’éditions anciennes, de dons, d’acquisitions et du dépôt légal de la musique imprimée. À la fin du XIXe siècle, le fonds regroupe ainsi une centaine de milliers de documents,.
Plusieurs compositeurs et musicologues ont dirigé la bibliothèque du Conservatoire. Le premier bibliothécaire de l'institution, en poste quelques mois, est André-Frédéric Eler, qui enseignera ensuite dans l'établissement le solfège et l'accompagnement puis le contrepoint et fugue. Honoré-François-Marie Langlé lui succède comme bibliothécaire, puis Nicolas Roze, qui marque de son empreinte l'institution, entre 1807 et 1819. D'autres noms notables se détachent dans l'histoire de l'établissement, tels Hector Berlioz (de 1850 à 1869) ou Jean-Baptiste Weckerlin (de 1876 à 1909).
En octobre 1935, la bibliothèque du Conservatoire est rattachée par décret à la Bibliothèque nationale et devient une section du Département de la musique en 1942,.
En 1964, une partie du fonds ancien et précieux de la bibliothèque, dont la totalité des manuscrits autographes, est transférée au site Richelieu, dans les collections du Département de la musique, où le fonds est désormais identifié comme « fonds du Conservatoire » ou F-Pc,.
En 1990, à l'occasion du déménagement du Conservatoire à la Cité de la musique, la bibliothèque redevient partie intégrante de l'établissement et prend le nom de « Médiathèque Hector-Berlioz », en l’honneur de son plus illustre bibliothécaire,.
Une section de prêt est alors créée et le fonds de documents sonores et audiovisuels est développé. La médiathèque de recherche est accessible aux musiciens et danseurs et aux personnes justifiant d'un travail relatif à la musique, la médiathèque de prêt étant réservée aux élèves, enseignants et personnels du Conservatoire,.

## Collections
La médiathèque comporte près de 280 000 documents spécialisés en musique et danse, datant du XVIIe siècle au XXIe siècle et couvrant l’ensemble de l’histoire de la musique et de la danse, avec des catalogues, bibliographies, écrits de musiciens, études historiques, analytiques, organologiques et ethno-musicologiques, des traités d’harmonie, d’instrumentation, d’orchestration et de notations chorégraphiques. Les collections comprennent 150 000 partitions, dont des partitions chorégraphiques, 31 000 livres, 900 titres de périodiques, 50 000 documents sonores et audiovisuels et des ressources en ligne.
Du fonds ancien, la Médiathèque conserve plusieurs éditions imprimées (partitions d'orchestre, de musique instrumentale, vocale, lyrique, traités, méthodes, solfèges) des XIXe siècle et XXe siècle.
Des enrichissements proviennent de dons de professeurs, de musiciens, de collectionneurs, notamment un fonds d'ouvrages de musicologie sur le XIVe siècle, et une collection de publications sur la danse riche en photos, programmes, livres, revues, constituée autour du don du Centre international de documentation en danse.